# Senatori della XXVIII legislatura del Regno d'Italia
Elenco dei senatori della XXVIII legislatura del Regno d'Italia nominati dal re Vittorio Emanuele III, divisi per anno di nomina.
Tra parentesi sono indicate le categorie di nomina.

## Senatori di nomina regia

### Principi a norma dell’art.34 dello Statuto[2][3]
- S.A.R. Umberto di Savoia, Principe di Piemonte
- S.A.R. Emanuele Filiberto di Savoia, Duca d’Aosta
- S.A.R. Amedeo di Savoia, Duca delle Puglie
- S.A.R. Aimone di Savoia-Aosta, Duca di Spoleto
- S.A.R. Vittorio Emanuele di Savoia-Aosta, Conte di Torino
- S.A.R. Luigi Amedeo di Savoia-Aosta, Duca degli Abbruzzi
- S.A.R. Tommaso di Savoia, duca di Genova
- S.A.R. Ferdinando di Savoia-Genova, Principe di Udine
- S.A.R. Filiberto di Savoia-Genova, Duca di Pistoia
- S.A.R. Adalberto di Savoia-Genova, Duca di Bergamo
- S.A.R. Eugenio di Savoia-Genova, Duca di Ancona

### 1929

#### Decreto 24 gennaio
Con il decreto vennero nominati 24 senatori.
- Giuseppe De Capitani d'Arzago (3, 5)
- Francesco Marani (20)
- Eugenio Maury di Morancez (3)
- Ettore Mazzucco (3)
- Luigi Messedaglia (3)
- Giacomo Miari de Cumani (3)
- Giovanni Battista Miliani (3, 5)
- Ferdinando Nunziante di San Ferdinando (3)
- Aldo Oviglio (3, 5)
- Giulio Padulli (3)
- Alfredo Petrillo (3)
- Salvatore Renda (3)
- Aldo Rossini (3)
- Gioacchino Russo (3)
- Amedeo Sandrini (3)
- Gino Sarrocchi (3, 5)
- Antonio Scialoja (3)
- Luigi Spezzotti (21)
- Giacomo Suardo (21)
- Giovanni Tofani (3)
- Andrea Torre (3, 5)
- Fulco Tosti di Valminuta (3)
- Pier Gaetano Venino (3)
- Marco Arturo Vicini (3)

Nel decreto era indicato anche Giovanni Battista Preda, morto però prima del perfezionamento della nomina.

#### Decreto 26 febbraio
Con il decreto vennero nominati 22 senatori.
- Felice Bensa (21)
- Antonio Bernocchi (21)
- Senatore Borletti (21)
- Giuseppe Brezzi (21)
- Ottorino Carletti (15)
- Emanuele De Cillis (21)
- Alfredo Di Frassineto (21)
- Donato Faggella (9, 12)
- Francesco Giannattasio (9, 12)
- Nicola Gualtieri (14)
- Alessandro Maino (21)
- Ettore Mambretti (14)
- Antonio Marozzi (21)
- Novello Novelli (21)
- Tito Poggi (21)
- Piero Puricelli (21)
- Antonio Raimondi (9)
- Ludovico Spada Veralli Potenziani (21)
- Nazzareno Strampelli (21)
- Luigi Tiscornia (14)
- Camillo Valle (21)
- Gaetano Zoppi (14)

#### Decreto 2 marzo
Con il decreto vennero nominati 28 senatori.
- Federico Anselmino (21)
- Giannino Antona Traversi (21)
- Demetrio Asinari di Bernezzo (21)
- Raffaele Bastianelli (21)
- Angelo Carminati (21)
- Mario Casanuova Jerserinch (14)
- Aldo Castellani (21)
- Enrico De Nicola (2, 3)
- Giuseppe Della Gherardesca (21)
- Alfredo Falcioni (3, 5)
- Umberto Gabbi (21)
- Tancredi Galimberti (3)
- Romeo Gallenga Stuart (3)
- Giacomo Grosso (21)
- Fabio Guidi (21)
- Ludovico Luciolli (15)
- Camillo Manfroni (18)
- Angelo Menozzi (18)
- Mario Nomis di Cossilla (21)
- Attilio Odero (21)
- Natale Prampolini (21)
- Nicola Romeo (21)
- Emilio Solari (14)
- Livio Tovini (3)
- Riccardo Versari (21)
- Giacinto Viola (21)
- Guido Carlo Visconti di Modrone (21)
- Achille Visocchi (3)

Nel decreto era indicato anche Enrico Ferri, morto però prima del perfezionamento della nomina.

### 1933

#### Decreto 21 settembre
Con il decreto vennero nominati 11 senatori.
- Antonio Andreoni (9)
- Francesco Saverio Azzariti (9)
- Pietro Barcellona (8)
- Francesco Campolongo (13)
- Vincenzo Casoli (9)
- Alessandro Marracino (8)
- Achille Nucci (13)
- Enrico Padiglione (8)
- Silvio Petrone (8)
- Carlo Pinto (8)
- Eduardo Piola Caselli (8)

#### Decreto 30 ottobre
Con il decreto vennero nominati 11 senatori.
- Pietro Ago (14)
- Luigi Amantea (14)
- Enrico Asinari di San Marzano (14)
- Luigi Cicconetti (14)
- Vincenzo Di Benedetto (14)
- Pietro Gazzera (14)
- Ettore Giuria (14)
- Eugenio Graziosi (14)
- Carlo Perris (14)
- Gaetano Spiller (14)
- Ottavio Zoppi (14)

#### Decreto 3 novembre
Con il decreto vennero nominati 8 senatori.
- Ernesto Burzagli (14)
- Angelo Ugo Conz (14)
- Gino Ducci (14)
- Donato Etna (14)
- Antonio Foschini (14)
- Giovanni Battista Ghersi (14)
- Pier Ruggero Piccio (14)
- Scipione Scipioni (14)

#### Decreto 16 novembre
Con il decreto vennero nominati 14 senatori.
- Giovanni Battista Beverini (7)
- Arturo Bocchini (15)
- Paolo D'Ancora (17)
- Ercole Durini di Monza (6)
- Giuseppe Guadagnini (17)
- Giovanni Cesare Majoni (6)
- Gaetano Manzoni (6)
- Alberto Martin-Franklin (6)
- Giuseppe Mormino (17)
- Luca Orsini Baroni (6)
- Ettore Porro (17)
- Giovanni Girolamo Romei Longhena (14)
- Pasquale Sandicchi (7, 15)
- Ugo Sani (14)

#### Decreto 9 dicembre
Con il decreto vennero nominati 15 senatori.
- Giorgio Anselmi (16)
- Arturo Bocciardo (21)
- Giuseppe Broglia (21)
- Giuseppe Cattaneo della Volta (21)
- Pietro Cogliolo (21)
- Ernesto Giardini (21)
- Natale Krekich (20)
- Isaia Levi (21)
- Ferdinando Micheli (21)
- Mattia Moresco (21)
- Nicola Pende (21)
- Giovanni Attilio Pozzo (21)
- Edoardo Rubino (21)
- Paolo Thaon di Revel (21)
- Adriano Tournon (21)